# Yaa
Yaa ist ein weiblicher Vorname.

## Herkunft und Bedeutung
Der westafrikanische Vorname bedeutet in der Sprache der Akan geboren am Donnerstag.

## Verbreitung
Der Name wird in Deutschland seit 2011 fast jedes Jahr vergeben, und zwar von 2010 bis 2023 etwa 80 Mal. In Österreich kommt der Name Yaa nur selten vor. Seit 1984 wurde er nur ein Mal gewählt. In Belgien wurden seit 1995 fünf Mädchen so genannt. In England wird der Name seit 1997 hin und wieder bei der Namenswahl berücksichtigt, seitdem rund 80 Mal. Der Name kommt in den USA seit den späten 1970er Jahren fast jährlich in den Hitlisten vor, aber nur in einem geringen Volumen. Die Vergabe ist auch in Dänemark, Schottland, Nordirland und Kanada nachgewiesen.

## Bekannte Namensträgerinnen
- Yaa Asantewaa (1840–1921), Königinmutter von Edweso, eines Teilstaates des Aschantikönigreiches, Teil des späteren Ghana
- Yaa Avoe (* 1982), ghanaische Fußballspielerin
- Yaa Gyasi (* 1989), ghanaisch-US-amerikanische Schriftstellerin